# Oxford Dictionary of Byzantium
Oxford Dictionary of Byzantium – trzytomowy specjalistyczny słownik (łącznie 2232 strony) dotyczący dziejów i kultury Bizancjum. Praca nad nim była zbiorowym dziełem bizantynologów z całego świata. Redaktorem naczelnym tej publikacji był Alexander Kazhdan. Oprócz haseł obejmujących niemal wszystkie aspekty Bizancjum (biografie, religia, społeczeństwo, kultura, prawo, muzyka, teologia, sztuka i sztuki, wojskowość, demografia, edukacja, rolnictwo, handel, nauka, filozofia, medycyna itp) zawiera ponad 200 ilustracji, tabele, mapy i tablice genealogiczne.